# Andrés Molteni
Andrés Molteni ([molˈteːni]; * 15. März 1988 in Buenos Aires) ist ein argentinischer Tennisspieler.

## Karriere
Andrés Molteni spielt hauptsächlich auf der ATP Challenger Tour und der ITF Future Tour. Er feierte bislang zwölf Einzel- und 29 Doppelsiege auf der Future Tour. Auf der Challenger Tour gewann er bis jetzt im Jahr 2011 das Einzelturnier in Salinas und elf Doppelturniere. Im März 2011 durchbrach er erstmals die Top 200 der Weltrangliste im Einzel und seine höchste Platzierung war der 181. Rang im Mai 2011. Im Doppel durchbrach er erstmals im April 2012 die Top 150 und erreichte als Bestwert den 39. Platz im April 2018.
2017 spielte er erstmals für die argentinische Davis-Cup-Mannschaft.

## Erfolge
| Legende (Anzahl der Siege)      |
| Grand Slam                      |
| ATP World Tour Finals           |
| ATP World Tour Masters 1000 (1) |
| ATP World Tour 500 (4)          |
| ATP World Tour 250 (13)         |
| ATP Challenger Tour (24)        |

| ATP-Titel nach Belag |
| Hartplatz (6)        |
| Sand (12)            |
| Rasen (0)            |

### Einzel

#### Turniersiege
| Nr. | Datum        | Turnier | Belag | Finalgegner      | Ergebnis  |
| --- | ------------ | ------- | ----- | ---------------- | --------- |
| 1.  | 5. März 2011 | Salinas | Sand  | Horacio Zeballos | 7:5, 7:64 |

### Doppel

#### Turniersiege

##### ATP World Tour
| Nr. | Datum              | Turnier          | Belag         | Partner           | Finalgegner                            | Ergebnis           |
| --- | ------------------ | ---------------- | ------------- | ----------------- | -------------------------------------- | ------------------ |
| 1.  | 7. August 2016     | Atlanta          | Hartplatz     | Horacio Zeballos  | Johan Brunström Andreas Siljeström     | 7:62, 6:4          |
| 2.  | 27. Mai 2017       | Lyon             | Sand          | Adil Shamasdin    | Marcus Daniell Marcelo Demoliner       | 6:3, 3:6, [10:5]   |
| 3.  | 22. Juli 2017      | Umag             | Sand          | Guillermo Durán   | Marin Draganja Tomislav Draganja       | 6:3, 6:74, [10:6]  |
| 4.  | 18. Februar 2018   | Buenos Aires (1) | Sand          | Horacio Zeballos  | Juan Sebastián Cabal Robert Farah      | 6:3, 5:7, [10:3]   |
| 5.  | 4. August 2018     | Kitzbühel        | Sand          | Roman Jebavý      | Federico Delbonis Daniele Bracciali    | 6:2, 6:4           |
| 6.  | 10. Februar 2019   | Córdoba (1)      | Sand          | Roman Jebavý      | Máximo González Horacio Zeballos       | 6:4, 7:64          |
| 7.  | 26. September 2021 | Nur-Sultan       | Hartplatz (i) | Santiago González | Jonathan Erlich Andrej Wassileuski     | 6:1, 6:2           |
| 8.  | 13. November 2021  | Stockholm        | Hartplatz (i) | Santiago González | Aisam-ul-Haq Qureshi Jean-Julien Rojer | 6:2, 6:2           |
| 9.  | 6. Februar 2022    | Córdoba (2)      | Sand          | Santiago González | Andrej Martin Sam Weissborn            | 7:5, 6:3           |
| 10. | 13. Februar 2022   | Buenos Aires (2) | Sand          | Santiago González | Fabio Fognini Horacio Zeballos         | 6:1, 6:1           |
| 11. | 16. Oktober 2022   | Gijón            | Hartplatz (i) | Máximo González   | Nathaniel Lammons Jackson Withrow      | 6:76, 7:64, [10:5] |
| 12. | 12. Februar 2023   | Córdoba (3)      | Sand          | Máximo González   | Sadio Doumbia Fabien Reboul            | 6:4, 6:4           |
| 13. | 25. Februar 2023   | Rio de Janeiro   | Sand          | Máximo González   | Juan Sebastián Cabal Marcelo Melo      | 6:1, 7:63          |
| 14. | 23. April 2023     | Barcelona (1)    | Sand          | Máximo González   | Wesley Koolhof Neal Skupski            | 6:3, 6:78, [10:4]  |
| 15. | 6. August 2023     | Washington       | Hartplatz     | Máximo González   | Mackenzie McDonald Ben Shelton         | 6:74, 6:2, [10:6]  |
| 16. | 20. August 2023    | Cincinnati       | Hartplatz     | Máximo González   | Jamie Murray Michael Venus             | 3:6, 6:1, [11:9]   |
| 17. | 11. Februar 2024   | Córdoba (4)      | Sand          | Máximo González   | Sadio Doumbia Fabien Reboul            | 6:4, 6:1           |
| 18. | 21. April 2024     | Barcelona (2)    | Sand          | Máximo González   | Hugo Nys Jan Zieliński                 | 4:6, 6:4, [11:9]   |

##### ATP Challenger Tour
| Nr. | Datum              | Turnier           | Belag         | Partner                 | Finalgegner                               | Ergebnis           |
| --- | ------------------ | ----------------- | ------------- | ----------------------- | ----------------------------------------- | ------------------ |
| 1.  | 7. August 2011     | Trani             | Sand          | Jorge Aguilar           | Giulio Di Meo Stefano Ianni               | 6:4, 6:4           |
| 2.  | 22. April 2012     | Santos (1)        | Sand          | Marco Trungelliti       | Rogério Dutra da Silva Júlio Silva        | 6:4, 6:3           |
| 3.  | 16. November 2013  | Lima              | Sand          | Fernando Romboli        | Marcelo Demoliner Sergio Galdós           | 6:4, 6:4           |
| 4.  | 26. April 2014     | Santos (2)        | Sand          | Máximo González         | Guillermo Durán Renzo Olivo               | 7:5, 6:4           |
| 5.  | 28. Juni 2014      | Padua             | Sand          | Roberto Maytín          | Guillermo Durán Máximo González           | 6:2, 3:6, [10:8]   |
| 6.  | 31. Januar 2015    | Bucaramanga       | Sand          | Guillermo Durán         | Nicolás Barrientos Eduardo Struvay        | 7:5, 6:78, [10:0]  |
| 7.  | 14. März 2015      | Santiago de Chile | Sand          | Guido Pella             | Andrea Collarini Máximo González          | 7:67, 3:6, [10:4]  |
| 8.  | 20. Juni 2015      | Perugia (1)       | Sand          | Andrea Collarini        | Jamie Cerretani Costin Pavăl              | 6:3, 7:5           |
| 9.  | 26. September 2015 | Campinas          | Sand          | Hans Podlipnik-Castillo | Guilherme Clezar Fabrício Neis            | 3:6, 6:2, [10:0]   |
| 10. | 3. Oktober 2015    | Pereira           | Sand          | Fernando Romboli        | Marcelo Arévalo Juan Sebastián Gómez      | 6:4, 7:612         |
| 11. | 7. November 2015   | Guayaquil         | Sand          | Guillermo Durán         | Gastão Elias Fabrício Neis                | 6:3, 6:4           |
| 12. | 11. Juni 2016      | Caltanissetta     | Sand          | Guido Andreozzi         | Marcelo Arévalo Miguel Ángel Reyes Varela | 6:1, 6:2           |
| 13. | 19. Juni 2016      | Perugia (2)       | Sand          | Rogério Dutra da Silva  | Nicolás Barrientos Fabrício Neis          | 7:5, 6:3           |
| 14. | 20. November 2016  | Montevideo (1)    | Sand          | Diego Schwartzman       | Fabiano de Paula Cristian Garín           | kampflos           |
| 15. | 19. März 2017      | Buenos Aires      | Sand          | Máximo González         | Guido Andreozzi Guillermo Durán           | 6:1, 6:76, [10:5]  |
| 16. | 9. Juni 2017       | Prostějov         | Sand          | Guillermo Durán         | Roman Jebavý Hans Podlipnik-Castillo      | 7:65, 6:75, [10:6] |
| 17. | 1. Oktober 2017    | Orléans           | Hartplatz (i) | Guillermo Durán         | Jonathan Eysseric Tristan Lamasine        | 6:3, 6:74, [13:11] |
| 18. | 14. September 2019 | Stettin (1)       | Sand          | Guido Andreozzi         | Matwé Middelkoop Hans Podlipnik-Castillo  | 6:4, 6:3           |
| 19. | 29. September 2019 | Buenos Aires      | Sand          | Guido Andreozzi         | Hugo Dellien Federico Zeballos            | 6:73, 6:2, [10:1]  |
| 20. | 10. November 2019  | Montevideo (2)    | Sand          | Facundo Bagnis          | Orlando Luz Rafael Matos                  | 6:4, 5:7, [12:10]  |
| 21. | 12. September 2020 | Aix-en-Provence   | Sand          | Hugo Nys                | Ariel Behar Gonzalo Escobar               | 6:4, 7:64          |
| 22. | 17. April 2021     | Belgrad           | Sand          | Guillermo Durán         | Tomislav Brkić Nikola Čačić               | 6:4, 6:4           |
| 23. | 18. September 2021 | Stettin (2)       | Sand          | Santiago González       | André Göransson Nathaniel Lammons         | 2:6, 6:2, [15:13]  |

#### Finalteilnahmen
| Nr. | Datum            | Turnier           | Belag         | Partner           | Finalgegner                                    | Ergebnis          |
| --- | ---------------- | ----------------- | ------------- | ----------------- | ---------------------------------------------- | ----------------- |
| 1.  | 1. Mai 2016      | Istanbul          | Sand          | Diego Schwartzman | Flavio Cipolla Dudi Sela                       | 3:6, 7:5, [7:10]  |
| 2.  | 29. April 2018   | Budapest          | Sand          | Matwé Middelkoop  | Dominic Inglot Franko Škugor                   | 7:68, 1:6, [8:10] |
| 3.  | 20. Oktober 2019 | Moskau            | Hartplatz (i) | Simone Bolelli    | Marcelo Demoliner Matwé Middelkoop             | 1:6, 2:6          |
| 4.  | 8. Februar 2020  | Córdoba           | Sand          | Leonardo Mayer    | Marcelo Demoliner Matwé Middelkoop             | 3:6, 6:74         |
| 5.  | 10. April 2021   | Cagliari          | Sand          | Simone Bolelli    | Lorenzo Sonego Andrea Vavassori                | 3:6, 4:6          |
| 6.  | 2. Oktober 2022  | Tel Aviv          | Hartplatz (i) | Santiago González | Rohan Bopanna Matwé Middelkoop                 | 2:6, 4:6          |
| 7.  | 30. Oktober 2022 | Wien              | Hartplatz (i) | Santiago González | Alexander Erler Lucas Miedler                  | 3:6, 6:71         |
| 8.  | 13. Oktober 2024 | Shanghai          | Hartplatz     | Máximo González   | Wesley Koolhof Nikola Mektić                   | 4:6, 4:6          |
| 9.  | 1. März 2025     | Santiago de Chile | Sand          | Máximo González   | Nicolás Barrientos Rithvik Choudary Bollipalli | 3:6, 2:6          |
| 10. | 24. Mai 2025     | Hamburg           | Sand          | Fernando Romboli  | Simone Bolelli Andrea Vavassori                | 4:6, 0:6          |

## Abschneiden bei Grand-Slam-Turnieren

### Doppel
| Turnier         | 2016 | 2017 | 2018 | 2019 | 2020 | 2021 | 2022 | 2023 | 2024 | 2025 | Karriere |
| --------------- | ---- | ---- | ---- | ---- | ---- | ---- | ---- | ---- | ---- | ---- | -------- |
| Australian Open | —    | 1    | 1    | 1    | AF   | 1    | 1    | 1    | VF   | 1    | VF       |
| French Open     | 2    | AF   | 1    | 1    | 2    | 1    | 1    | VF   | AF   | 1    | VF       |
| Wimbledon       | 1    | 1    | 2    | 1    |      | 1    | AF   | 2    | VF   | AF   | VF       |
| US Open         | 2    | 1    | AF   | 1    | —    | AF   | 1    | VF   | VF   |      | VF       |